# Маркус Сольбаккен
Маркус Сольбаккен (норв. Markus Solbakken, нар. 25 липня 2000, Гамар, Норвегія) — норвезький футболіст, півзахисник клубу «Вікінг».

## Ігрова кар'єра

### Клубна
Маркус Сольбаккен є вихованцем клубу «Гам-Кам», в якому починав виступати на юнацькому рівні. У 2016 році маркус дебютував у першій команді. Через два роки разом з командою підвищився в класі і вийшов до Першого дивізіону.
Перед початком сезону 2021 року Сольбаккен перейшов до клубу «Стабек», з яким зіграв свій перший матч в Елітсерії. Відігравши в команді один сезон, у 2022 році футболіст підписав чотирирічний контракт з клубом «Вікінг». У квітні зіграв свій перший матч у новій команді. Також  у складі «Вікінга» Сольбаккен дебютував на міжнародній арені - у матчах кваліфікації Ліги конференцій.

### Збірна
З 2016 року Маркус виступав за юнацькі та молодіжну збірні Норвегії. У 2019 році взяв у часть у юнацькій першості Європи у складі збірної Норвегії (U-19).

## Особисте життя
Маркус є сином Столе Сольбаккена - відомого в минулому гравця національної збірної Норвегії, а нині футбольного тренера.